# De Facto (musikgrupp)
De Facto Cadre’ Dub förkortat De Facto (ibland förväxlat till De Facto Cadre Club) var ett amerikanskt dub-reggae band som bildades 1993 i El Paso, Texas av Cedric Bixler-Zavala, Omar Rodríguez-López, Jeremy Ward och Isaiah "Ikey" Owens. Bandet var för några av medlemmarna ett sidoprojekt till deras andra band At the Drive-In

## Genrer
De Factos musik var väldigt olik den maniska punkrocken och Post-hardcoren som At The Drive-In spelade. Musiken var snarare influerad av dub, reggae, Progressive rock, salsa och latinamerikansk musik.

## Biografi
Bandet började som en liten jam-grupp efter At the Drive-Ins konserter eftersom det var ett hobbyprojekt för Omar och Cedric, som då också var medlemmar i At the Drive-In.
I början bestod bandet av Omar, Cedric, och Jeremy som spelade på lokala pubar i sin hemstad El Paso Texas. Cedric sade i en intervju: "Yeah actually we used to be called the Sphinktators, that was early De Facto, just more rock." Omar var sångaren i the Sphinktators och säger i en intervju: "We used psychedelic sounds, Cedric played the bass, Jeremy played guitar, and Ralph [Jasso] played drums." Efter sin första spelning kom de på namnet 'De Facto Cadre’ Dub', som sedan kortades ner till 'De Facto'. Den inspelningen blev How Do You Dub? You Fight For Dub. You Plug Dub In, som de släppte på Headquarter Records, som numera heter Restart Records. Omar träffade Isaiah på en hiphop-show och han blev också medlem och spelade keyboard.
Efter det första albumet byttes det instrument inbördes i gruppen. Cedric började spela trummor som han hade gjort i början av sin musikkarriär, Omar spelade bas, och Jeremy sjöng och spelade då och då gitarr. Isaiah fortsatte på keyboard och eftersom bandet saknade en gitarrist så hoppade John Frusciante från Red Hot Chili Peppers då och då in. Enligt vissa källor var han t.o.m. officiell medlem. 
Deras nästa album, ¡Megaton Shotblast!, släpptes på Rodriguez-Lopez skivbolag Gold Standard Laboratories, och blev deras mest berömda album, troligen på grund av At the Drive-Ins berömmelse.

## Splittring och återfödelse
När At the Drive-In splittrades, bestämde sig De Facto för att skapa ett nytt band tillsammans med basisten Eva Gardner och trummisen Jon Theodore. Bandet heter The Mars Volta och är etablerat världen över, och har vunnit en Grammy för Best Hard-Rock Performence.
Några framtida återskapningar av De Facto är ganska otroliga på grund av Jeremy Wards död i maj 2003.
Trots det har Cedric på Radionica Colombia den 28 oktober 2008 sagt att efter den då pågående Mars Volta-turnén skulle de återvända till USA och skapa material till en möjlig framtida De Facto-skiva. I samma intervju sade han också att han även på den skivan skulle spela trummor. 

## Medlemmar
Senaste bandmedlemmar
- Cedric Bixler Zavala – trummor
- Omar Rodríguez-López – basgitarr
- Isaiah Owens – keybord (död 2014)
- Jeremy Ward – sång, melodika, synthesizer, ljudeffekter (död 2003)

Turnerande medlem
- John Frusciante – gitarr

Bildgalleri

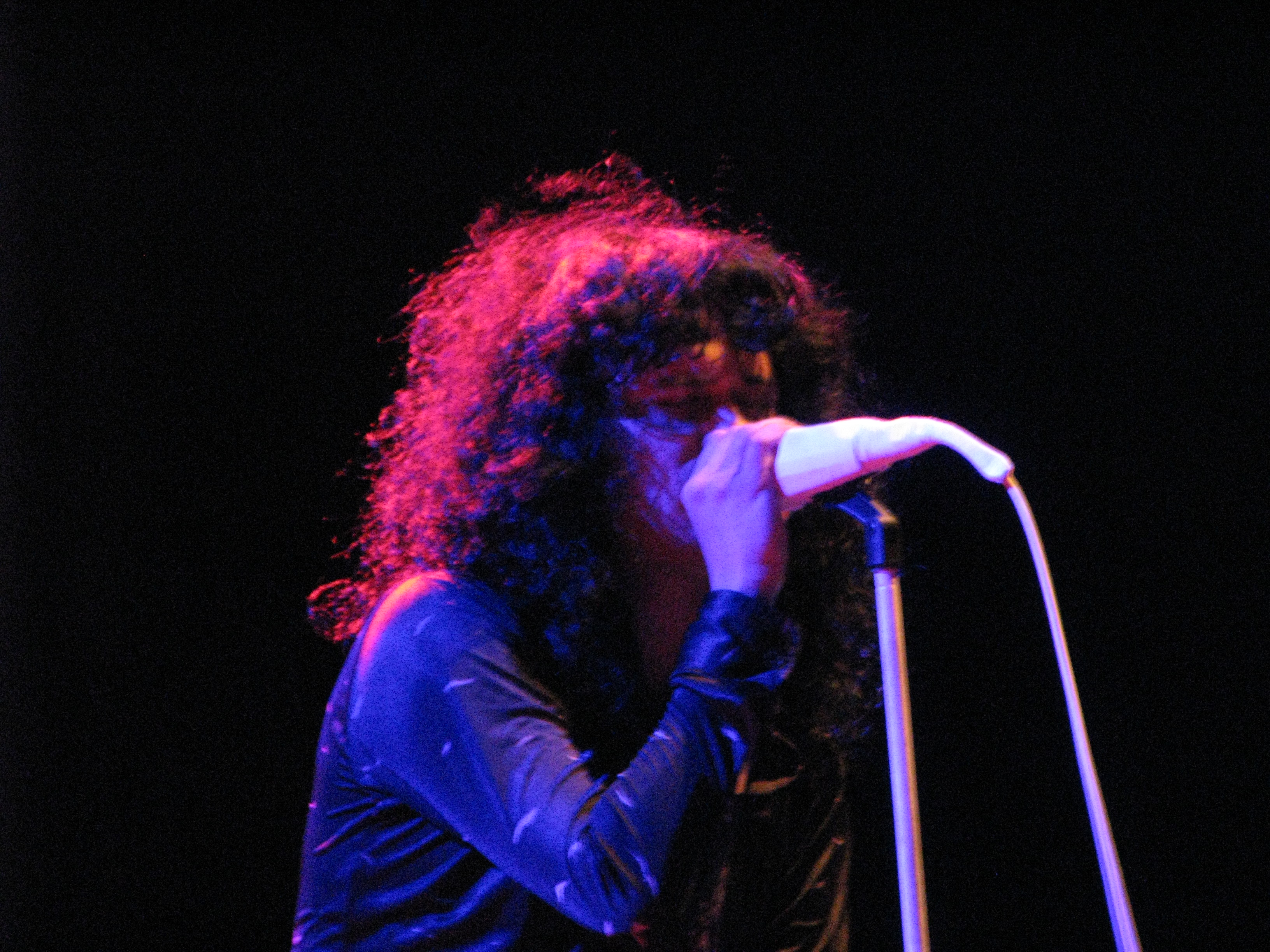
Cedric Bixler-Zavala
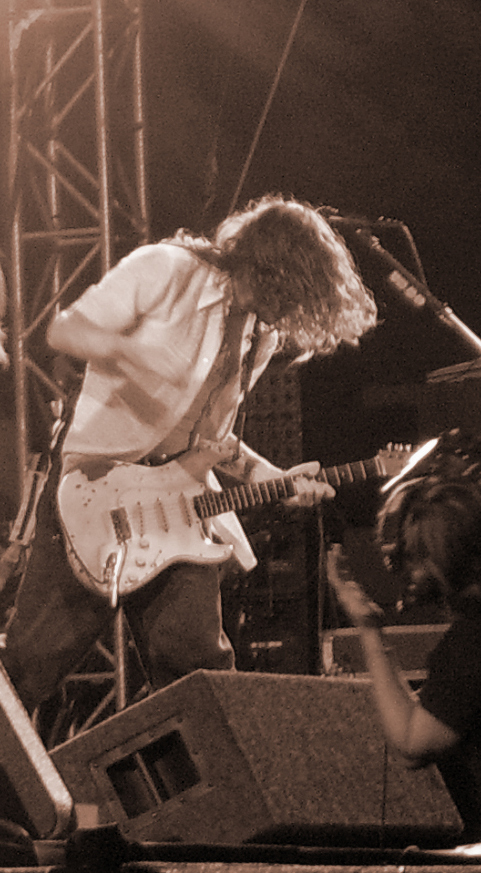
John Frusciante
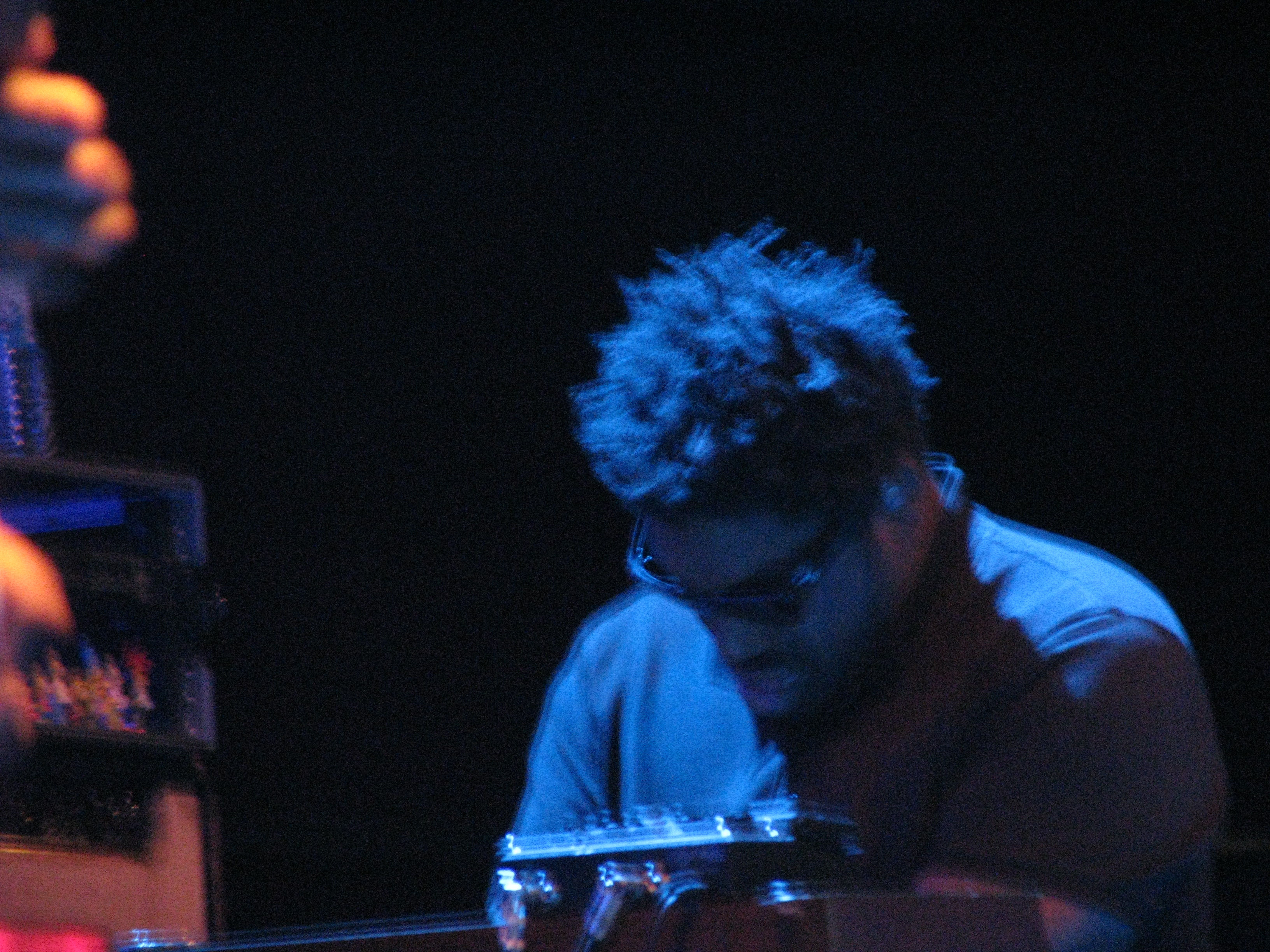
Isaiah Ikey Owens
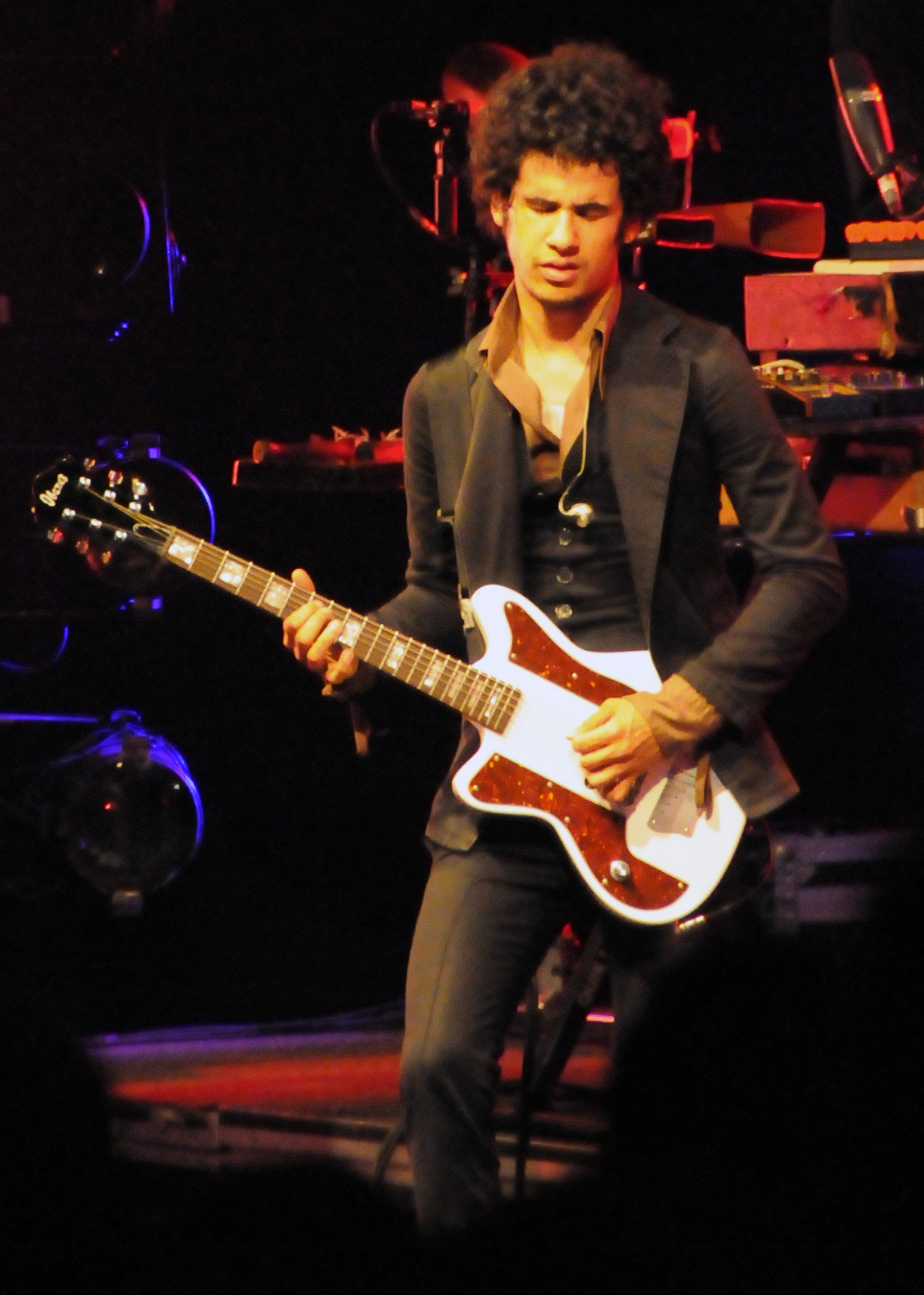
Omar Rodriguez Lopez

## Diskografi
- How Do You Dub? You Fight For Dub. You Plug Dub In.
- ¡Megaton Shotblast!
- Légande Du Scorpion Á Quatre Queues
- 456132015 (EP)[1]